# La ragazza (film)
Pour les articles homonymes, voir La ragazza.
Pour plus de détails, voir Fiche technique et Distribution.
La ragazza (La ragazza di Bube en VO, nommé aussi la jeune fille en France) est un film italien réalisé par Luigi Comencini et sorti en 1964. Le scénario adapte le roman homonyme de Carlo Cassola paru en 1960.

## Synopsis
En 1945, en Toscane, Mara fait la connaissance de Bube, un partisan qui vient rendre visite à son père. Ils tombent amoureux et se fiancent mais ne peuvent se voir qu'épisodiquement. Bube qui a tué un brigadier et son fils est contraint de s'enfuir à l'étranger. Le temps passe et Mara rencontre Stefano qui un jour lui demande de l'épouser. Elle hésite puis apprend que Bube vient d'être expulsé de son pays d'accueil et arrêté à la frontière.

## Fiche technique
- Titre original : La ragazza di Bube
- Titre français : La ragazza ou la jeune fille
- Réalisation : Luigi Comencini
- Scénario : Luigi Comencini, Marcello Fondato d'après le roman homonyme de Carlo Cassola
- Costumes : Piero Gherardi
- Photographie : Gianni Di Venanzo
- Montage : Nino Baragli
- Musique : Carlo Rustichelli
- Production : Franco Cristaldi
- Pays d'origine : Italie
- Langue : italien
- Format : Noir et blanc - 35 mm - 1,33:1 - Mono
- Genre : Drame
- Durée : 106 minutes
- Dates de sortie :
  - Italie : 24 janvier 1964
  - France : 16 septembre 1964
- Affiche : Gilbert Allard (France)

## Distribution
- Claudia Cardinale  (VF : elle-même) : Mara
- George Chakiris : Bube
- Marc Michel : Stefano
- Dany París : Liliana
- Monique Vita : Ines
- Carla Calò (VF : Lita Recio)  : la mère de Mara
- Emilio Esposito  (VF : Michel Gudin) : le père de Mara
- et avec les voix de Jacques Beauchey (un policier), Jacques Thebault (Mario)